# دون مورتون
دون مورتون (بالإنجليزية: Don Morton)‏ هو لاعب كرة قدم أمريكية أمريكي، ولد في 10 أبريل 1947 في فلينت في الولايات المتحدة.